# Olov Lindberg
Nils Olov Hugo Lindberg, född 26 juli 1914 i Karlskrona, död 19 september 2001 i Leksand, var en svensk zoolog.
Lindberg blev 1946 filosofie doktor, blev 1946 även docent i experimentell zoologi och cellforskning vid Wenner-Grens institut 1946 och var laborator 1952-1955. Han utnämndes 1955 till professor vid Stockholms universitet och blev samma år prefekt vid Wenner-Grens institut. Han blev ledamot av Vetenskapsakademien 1968. 1976 utsågs han till medicine hedersdoktor vid Karolinska institutet.